# Law School
Law School ( hangul: 로스쿨; rr: Roseukul    ) é uma série de televisão sul-coreana estrelada por Kim Myung-min, Kim Bum, Ryu Hye-young e Lee Jung-eun. Foi transmitida na JTBC em 14 de abril de 2021 e foi ao ar todas as quartas e quintas-feiras às 21:00 KST . Os episódios estão disponíveis para streaming na Netflix.

## Sinopse
Situada na Universidade de Hankuk no curso de Direito , a série conta a história de alunos e professores da faculdade de direito que se deparam com um caso incomum. Um professor de uma faculdade de direito de prestígio e seus alunos se envolvem em um caso inédito. Um drama sobre o processo de advogados em potencial percebendo a autenticidade, a lei e a justiça.
Durante uma aula de julgamento simulado supervisionada, um professor da faculdade de direito é encontrado morto na escola e o professor Yang é preso como o principal suspeito. Kang Sol, Han Joon-Hwi e outros alunos da Hankuk trabalham juntos para revelar a verdade por trás da morte do professor Seo e provar a inocência do professor Yang.

## Elenco

### Principal
- Kim Myung-min como Yang Jong-hoon, um promotor que virou professor que ensina direito penal . Ele é severo e frio, mas as pessoas próximas a ele sabem como ele realmente é.
- Kim Bum como Han Joon-hwi, um aluno do primeiro ano que sempre tira as melhores notas entre seus colegas. Ele é um aluno inteligente que também é sobrinho do professor assassinado.
  - An Seong-won como jovem Joon-hwi
- Ryu Hye-young como Kang Sol A, um estudante do primeiro ano que ingressou na faculdade de direito por meio de admissão especial. Ela mal conseguiu entrar na faculdade de direito e é uma boa amiga de Ye-Seul. Ela também é a irmã gêmea de Erica Shin.
- Lee Jung-eun como Kim Eun-sook, uma juíza que se tornou professora e ensina direito civil . Ela é uma professora legal que é apreciada por seus alunos. Ela é uma boa amiga do professor Yang e fez o possível para provar que ele era inocente.

### Elenco de apoio

#### Faculdade de Direito da Universidade de Hankuk
- Ahn Nae-sang como Seo Byung-ju
- Gil Hae-yeon como Oh Jung-hee
- Woo Hyun como Sung Dong-il
- Oh Man-seok como Kang Joo-man
- Lee Seung-hun como Jung Dae-hyeon

#### Alunos da Faculdade de Direito da Universidade de Hankuk
- Lee Soo-kyung como Kang Sol B, um estudante do primeiro ano.[5] Ela é colega de quarto de Kang Sol A. Ela pertence a uma família rica e é continuamente pressionada por sua mãe para ter um bom desempenho e chegar ao topo.
- Lee David como Seo Ji-ho. Ele é um estudante inteligente, mas indiferente, que está tentando se vingar da morte de seu pai.
- Go Youn-jung como Jeon Ye-seul, um estudante do primeiro ano.[6] Ela é abusada pelo namorado, que também é filho do deputado Ko.
- Hyun Woo como Yoo Seung-jae, um ex-estudante de medicina que se voltou para a faculdade de direito. Ele sempre tira as melhores notas até que um dia um segredo seu é revelado.
- Lee Kang-ji como Min Bok-gi
- Kim Min-seok como Jo Ye-beom

#### Gabinete do procurador
- Park Hyuk-kwon como Jin Hyeong-woo
- Kim Yong-joon como Procurador-Chefe Kim
- Min Dae Shik

#### Família da Kang Sol A
- Shin Mi-young como mãe de Kang Sol A
- Park So-yi como Kang Byeol - irmã mais nova de Kang Sol A
- Ryu Hye-young como Kang Dan / Erica Shin, irmã gêmea de Sol A que tem uma história secreta. Ela decidiu se mudar para Boston, EUA.

### Outros
- Jung Won-Joong como Deputado Ko Hyeong-su
- Jo Jae-ryong como Lee Man-ho
- Lee Hwi-jong como Ko Young-chang
- Lee Chun-hee como Park Geun-tae
- Sung Yeo-jin como tia de Han Joon-hwi
- Park Mi-hyeon como Han Hye-gyeong
- Ator desconhecido como Choi Jae-Cheol

## Produção

### Desenvolvimento
O então projeto sem rede foi anunciado pela primeira vez pela produtora Gonggamdong House em junho de 2018 sob o título provisório Law School Monsters, tornando-se a primeira série de televisão da escola de direito da Coreia do Sul, com Seo In ( Judge vs. Juiz ) como o escritor. A JTBC adquiriu os direitos de transmissão no verão de 2020.

### Elenco
Em meados de setembro de 2020, a JTBC confirmou que Kim Myung-min, Kim Bum, Ryu Hye-young e Lee Jung-eun estrelariam a série.
Kim Seok-yoon, que anteriormente colaborou com os atores Kim Myung-min e Kim Bum na série de filmes Detective K, juntou-se ao projeto como diretor. Ele também é co-produtor da série, junto com Choi Sai-rack da Gonggamdong House.

## Audiência
| 1 | 14 de abril de 2021 | 5,113% (4th) | 5,659% (4th) |
| 2 | 15 de abril de 2021 | 4.112% (5th) | 4.531% (4th) |
| 3 | 21 de abril de 2021 | 4,338% (5th) | 4,621% (4th) |
| 4 | 22 de abril de 2021 | 4,318% (5th) | 4,908% (4th) |
| 5 | 28 de abril de 2021 | 4,473% (4th) | 4,801% (4th) |
| 6 | 29 de abril de 2021 | 4,676% (4th) | 5,345% (4th) |
| 7 | 5 de maio de 2021   | 4,505% (4th) | 5,346% (4th) |
| 8 | 6 de maio de 2021   | 5,388% (4th) | 6,044% (3rd) |
| 9 | 12 de maio de 2021  | 5,508% (4th) | 5,645% (4th) |
| 10 | 19 de maio de 2021  | 5,652% (4th) | 6,547% (3rd) |
| 11 | 20 de maio de 2021  | 6,249% (4th) | 6,796% (4th) |
| 12 | 26 de maio de 2021  | 5,550% (4th) | 6,005% (3rd) |
| 13 | 27 de maio de 2021  | 6.891% (3rd) | 7.702% (3rd) |
| 14 | 2 de junho de 2021  | 5,694% (4th) | 6,241% (3rd) |
| 15 | 3 de junho de 2021  | 6,309% (4th) | 6,723% (3rd) |
| 16 | 9 de junho de 2021  | 6,114% (5th) | 6,523% (5th) |
| Média | Média               | 5.306%       | 5.840%       |
| - Na tabela abaixo, os números azuis representam as audiências mais baixas e os números vermelhos representam as audiências mais elevadas. - Esta série foi exibida num canal de televisão por assinatura que normalmente tem uma audiência relativamente menor em comparação com a televisão aberta/emissoras públicas (KBS, SBS, MBC e EBS). - {{Small\|Nenhum episódio foi ao ar em 13 de maio de 2021 devido à transmissão do [[Baeksang Arts Awards de 2021].}} |                     |              |              |